# Tesla Model Y

Vernieuwe Model Y (2025-)

De Tesla Model Y is een elektrische auto in het compacte middenklasse segment, uitgevoerd als mini-SUV en ontwikkeld door het Amerikaanse Tesla, Inc.
Model Y werd in maart 2019 aangekondigd, en de leveringen van het model zouden volgens de firma beginnen in de zomer van 2020. In de praktijk werd dit september 2021 in Nederland. Het is naast de Model 3 het tweede voertuig van Tesla dat wordt gebouwd voor de massamarkt. Model Y bezit de mogelijkheid tot het uitbreiden met een derde rij stoelen, zodat een zeven-zits configuratie mogelijk is.
Er zijn drie aandrijflijnen voor de Model Y beschikbaar: RWD, Long Range en Performance. De Long Range- en Performance-modellen werden vanaf september 2021 beschikbaar voor verkoop, de RWD kwam in 2022 op de markt.
De Model Y vult een klein aandeel aan van zijn grotere broer, Tesla Model X. De Tesla Model Y blijkt in 2024 een zeer populair voertuig in Europa, in september 2024 stond het bovenaan de ranglijst van best verkopende auto met een hoeveelheid van 28.860 voertuigen.
De Tesla Model Y Long Range wordt geproduceerd in de Gigafactory 3 Shanghai en de Tesla Model Y in de Gigafactory 4 in Grünheide, nabij Berlijn.
In het eerste kwartaal 2025 werden de fabrieken aangepast voor de productie van het nieuwe model Y. Het exterieur is aangepast. Verder zijn de vering, velgen en banden vernieuwd om het rijden soepeler en stiller te maken. Bij een Tesla Supercharger kan in 15 minuten tot 267 kilometers aan extra bereik worden opgeladen. Het bereik op een volle accu is 622 kilometer. De leveringen van de nieuwe versie beginnen in 2025. 